# Доконтактна профілактика ВІЛ

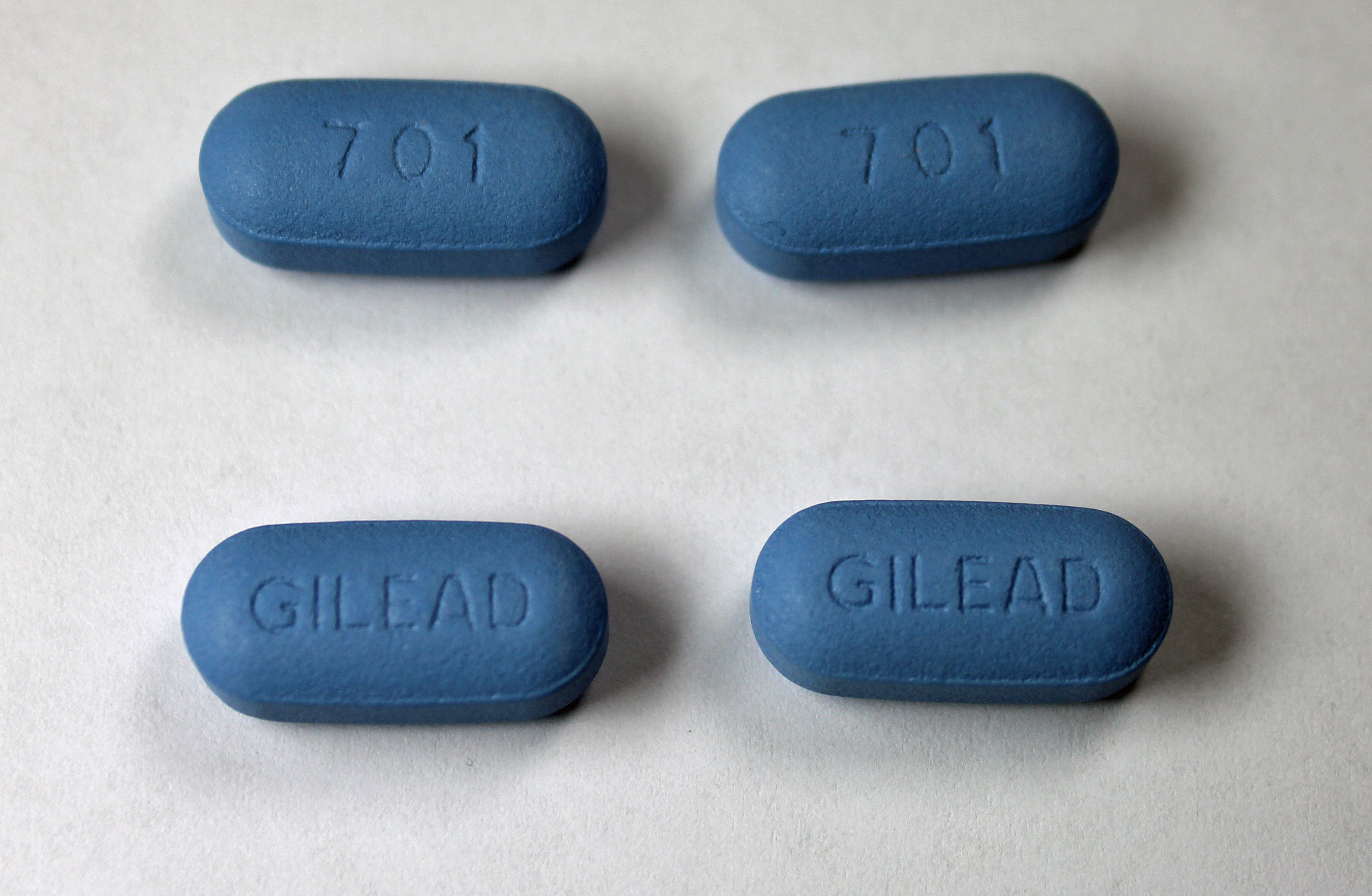
Таблетки Truvada

Тенофовір/емтрицитабін — препарат, відомий під торговельною маркою Truvada

Доконтактна профілактика ВІЛ (ДКП), або Передекспозиційна профілактика ВІЛ (ПрЕП) (англ. Pre-exposure prophylaxis, PrEP) — профілактичне приймання препаратів антиретровірусної терапії людьми, які не мають ВІЛ, з метою зниження ризику можливого зараження цим вірусом. ДКП є додатковим до бар’єрної контрацепції методом профілактики для людей, які мають високий ризик інфікування ВІЛ. Серед них партнери людей, які живуть з ВІЛ, чоловіки, що практикують секс з чоловіками (ЧСЧ), люди, які надають сексуальні послуги за винагороду, люди, які вживають наркотичні засоби ін’єкційно, а також, якщо людина практикує секс з одним або кількома партнерами, ВІЛ-статус яких їй невідомий.
Перша форма ДКП для профілактики ВІЛ —   емтрицитабін і тенофовіру дизопроксил (FTC/TDF; Truvada ) — була схвалена у США в 2012 році. З 22 серпня 2016 року препарат Truvada був офіційно допущений Європейським агентством лікарських засобів для використання в Європейському союзі в цілях профілактики ВІЛ для пацієнтів групи ризику, зокрема — чоловіків, які практикують секс з чоловіками і ВІЛ-негативних партнерів ВІЛ-позитивних людей. Цей медикамент раніше з 2005 року вже офіційно був дозволений в ЄС для терапії ВІЛ.
У жовтні 2019 року Управління з контролю за продуктами і ліками США (FDA) схвалило комбінацію емтрицитабіну і тенофовіру алафенаміду (FTC/TAF; Descovy) для використання як ДКП на додаток до Truvada, який забезпечує аналогічний рівень захисту. Однак Descovy наразі схвалений лише для цисгендерних чоловіків і трансгендерних жінок, оскільки ефективність не була оцінена у людей із ризиком інфікування ВІЛ через вагінальний секс.
У грудні 2021 року Управління з контролю за продуктами і ліками США (FDA) схвалило каботегравір (CAB-LA; Apretude), який є ін’єкційною формою ДКП виробництва Viiv Healthcare. Регулятори вважають, що це покращить прихильність до лікування, оскільки його потрібно приймати лише раз на два місяці, а також розширить впровадження, оскільки позбавляє від необхідності приховувати таблетки або відвідувати аптеку на розсуд.
У своїх рекомендаціях 2021 року Всесвітня організація охорони здоров’я (ВООЗ) рекомендує кілька форм ДКП для профілактики ВІЛ: 
- пероральну ДКП на основі тенофовіру дизопроксилу фумарату (TDF) як додатковий профілактичний вибір у рамках комплексної профілактики для тих, хто має значний ризик інфікування ВІЛ;
- ДКП, керовану подіями (схема «на вимогу»), для чоловіків, які мають секс з чоловіками;
- вагінальне кільце з дапівірином (DPV-VR) для жінок зі значним ризиком інфікування ВІЛ, які не мають доступу до пероральної ДКП.

## Клінічні дослідження
Проведені клінічні дослідження показали, що щоденне використання ВІЛ-негативними людьми препаратів ПрЕП знижує ризик зараження ВІЛ, є безпечним для пацієнтів і ефективно в цілях профілактики поширення ВІЛ. Як показало дослідження, наприклад, iPrEX, число заражень ВІЛ серед ЧСЧ після прийому препаратів ПрЕП може зменшитися, як мінімум на 40 % — аж до 73 % серед пацієнтів, які приймають ці препарати регулярно. Проведене в Кенії та Уганді дослідження Partners PrEP показало, що ефективність предекспозиційної профілактики серед серодискордантних пар також становить 75 %.
Всесвітня організація охорони здоров'я, визнаючи потенційне значення ПрЕП, вказує на важливість суворого дотримання схеми регулярного застосування препаратів і поєднання ПрЕП з постійним використанням презервативів і частим тестуванням на ВІЛ. У разі позитивного ВІЛ-тесту необхідно негайне припинення прийому препаратів. У той же час, наявні клінічні дослідження вивчали, в першу чергу, вплив препарату на чоловіків. Ефективність і наслідки профілактичного прийому препаратів антиретровірусної терапії жінками ще слабо вивчені.
| Дослідження             | Препарати                                                                 | Досліджувана група               | Результати                                                                           |
| ----------------------- | ------------------------------------------------------------------------- | -------------------------------- | ------------------------------------------------------------------------------------ |
| CAPRISA 004             | тенофовір (гель)                                                          | жінки з ПАР                      | скорочення інфекцій на 39 %                                                          |
| iPrEx                   | тенофовір/емтрицитабин (таблетки)                                         | МСМ                              | скорочення інфекцій на 42 %                                                          |
| Partners PrEP           | тенофовір/емтрицитабин (таблетки); тенофовір (таблетки)                   | гетеросексуальні пари з Африки   | скорочення інфекцій на 73 % і 62 % відповідно                                        |
| TDF2                    | тенофовір/емтрицитабин (таблетки)                                         | гетеросексуальні пари в Ботсвані | скорочення інфекцій на 63 %                                                          |
| FEM-PrEP                | тенофовір/емтрицитабин (таблетки)                                         | жінки з Африки                   | дослідження було перервано у зв'язку з несумлінним співпрацею досліджуваної групи    |
| VOICE 003               | тенофовір/емтрицитабин (таблетки); тенофовір (таблетки); тенофовір (гель) | жінки з ПАР, Зімбабве та Уганди  | немає достовірних результатів у зв'язку з несумлінним співпрацею досліджуваної групи |
| Bangkok Tenofovir Study | тенофовір (таблетки)                                                      | наркозалежні чоловіки з Таїланду | скорочення інфекцій на 48,9 %                                                        |
| iPrEX OLE               | тенофовір/емтрицитабин (таблетки)                                         | МСМ, MtF                         | скорочення інфекцій на 84 %                                                          |
| PROUD                   | тенофовір/емтрицитабин (таблетки)                                         | МСМ з Великої Британії           | скорочення інфекцій на 86 %                                                          |
| IPERGAY                 | тенофовір/емтрицитабин (таблетки)                                         | МСМ з Франції та Канади          | скорочення інфекцій на 86 %                                                          |

## Критика

### Ефективність і побічні ефекти
Використання препаратів високоактивної антиретровірусної терапії для профілактики ВІЛ не дає повного захисту від зараження. Зокрема, деякі варіації ВІЛ можуть бути резистентними проти препаратів, що використовуються в ПрЕП. Крім того, ці медикаменти взагалі не дають ніякого захисту проти інших статевих інфекцій.
Клінічні дослідження також показали, що велика кількості пацієнтів, що використовують препарати ПрЕП, не вдається слідувати строгим приписам прийому ліків, що зводить нанівець їх ефективність. При цьому навіть ті з них, які в точності виконують приписи, отримують захист, що не перевищує трохи більше 70 %. Крім того, у деяких пацієнтів внаслідок довготривалого прийому ліків може розвинутися резистентність до препарату. Не слід також забувати і про можливі побічні ефекти — відсутності апетиту, втомі, шлунково-кишкові розлади, а також шкідливого впливу на печінку і нирки у деяких пацієнтів. Крім того, на думку скептиків, прийняття препаратів ПрЕП може сприяти більш ризикованої сексуальної поведінки людини (наприклад, повна відмова від презервативів), що в підсумку може призвести до збільшення ризику зараження ВІЛ, не кажучи вже про інші хвороби, що передаються статевим шляхом, від яких дані препарати не захищають зовсім.

### Висока вартість препарату
У більшості країн, в яких препарати на зразок Truvada допущені для профілактичного застосування, їх використання з цією метою не входить в програму медичного страхування. Тому зацікавлені особи повинні самостійно здобувати ці медикаменти на свої кошти. Одна упаковка Truvada з 30 таблетками, розрахована на один місяць, коштує в Європі близько 800 євро, тому лише невелика кількість людей може дозволити собі придбання цього препарату самостійно. Сьогодні Норвегія є єдиною країною в світі, в якій використання препаратів високоактивної антиретровірусної терапії в цілях предекспозиційної профілактики ВІЛ входить в пакет обов'язкового медичного страхування і, відповідно, оплачується страховкою пацієнта.
Дослідження, проведені в Австралії, показують, що широке застосування препаратів ПрЕП для такої групи ризику як ЧСЧ економічно не виправдано, так як створює значний фінансовий тягар для системи охорони здоров'я, непорівнянне з ефективністю цих препаратів. У той же час, була показана економічна ефективність ПрЕП щодо серодискордантних пар. У той же час, розрахунки, проведені в Нідерландах і Великій Британії, стверджують, що профілактичне використання препарату Truvada чоловіками, що практикують секс з чоловіками і мають ризиковану сексуальну поведінку, економічно вигідно, так як річний комплект препарату становить близько 11 тисяч євро, а терапія одного ВІЛ-інфікованого пацієнта становить у середньому близько 500 тисяч євро.
Висока вартість офіційно дозволених препаратів антиретровірусної терапії для профілактики ВІЛ призводить до появи на ринку нелегальних дженериків. Наприклад, вартість індійських еквівалентів препарату Truvada становить всього близько 60 євро. Однак використання нелегальних медикаментів пов'язане з небезпекою відсутність постійного медичного контролю, який необхідний при вживанні препаратів ПрЕП.